# Ekaterina Vedeneeva
Ekaterina Vedeneeva (en ruso: Екатерина Веденеева; Irkutsk, Rusia, 23 de junio de 1994) es una deportista eslovena de origen ruso que compite en gimnasia rítmica, en la modalidad individual.
Ganó dos medallas de bronce en el Campeonato Mundial de Gimnasia Rítmica, en los años 2022 y 2023, y una medalla de bronce en el Campeonato Europeo de Gimnasia Rítmica de 2023. Además, consiguió una medalla de bronce en los Juegos Mundiales de 2022.
Participó en los Juegos Olímpicos de París 2024, ocupando el sexto lugar en la prueba individual.

## Palmarés internacional
| Campeonato Mundial | Campeonato Mundial | Campeonato Mundial | Campeonato Mundial |
| Año                | Lugar              | Medalla            | Prueba             |
| ------------------ | ------------------ | ------------------ | ------------------ |
| 2022               | Sofía (Bulgaria)   | Medalla de bronce  | Cinta              |
| 2023               | Valencia (España)  | Medalla de bronce  | Cinta              |
| Campeonato Europeo |                    |                    |                    |
| Año                | Lugar              | Medalla            | Prueba             |
| 2023               | Bakú (Azerbaiyán)  | Medalla de bronce  | Mazas              |